# Baillif
Pour les articles homonymes, voir Baillif (homonymie).
Baillif (prononcé [bajif] ; en créole guadeloupéen : Bayif) est une commune française, située sur l'île de Basse-Terre dans le département-région de la Guadeloupe. Elle appartient à une agglomération de plus de 51 000 habitants, l'unité urbaine de Basse-Terre, nommée d'après la préfecture dont Baillif est limitrophe. Ses habitants sont appelés les Baillifiens.
Baillif possède parmi les plus anciennes traces de peuplement amérindien (avec les roches gravées de la rivière du Plessis) et a été également l'un des premiers lieux de peuplement européen de l'île. Commune agricole, avec la culture de la canne à sucre et de la banane, elle accueille l'une des principales distilleries de la Guadeloupe, la distillerie Bologne fondée au XVIIe siècle.

## Géographie

### Situation

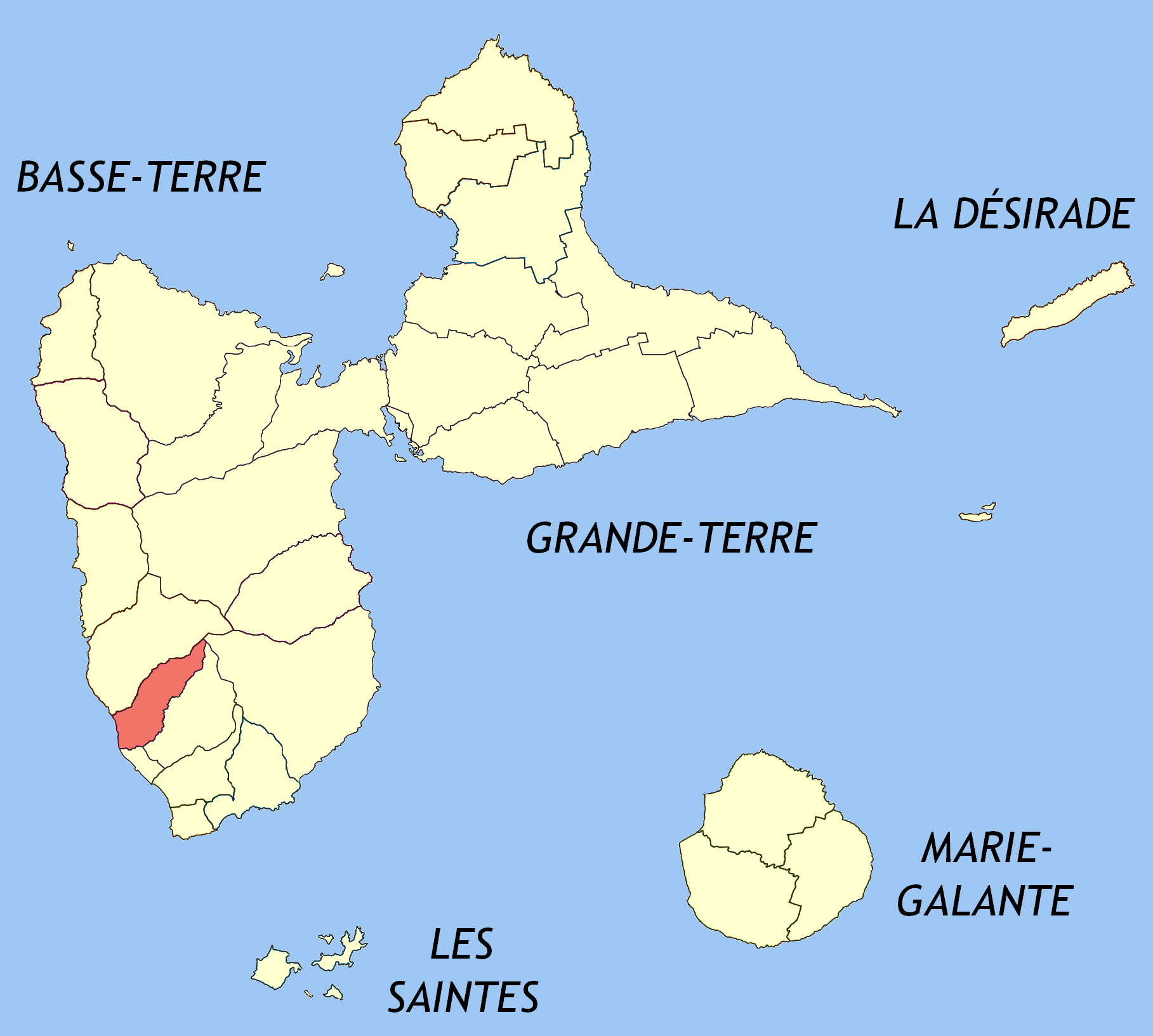
En rouge le territoire communal de la commune de Baillif.

De 24,3 km2 de superficie totale, la commune de Baillif est située à 2,4 km du chef-lieu, Basse-Terre et à 6,6 km de Vieux-Habitants, au Sud-Ouest de l'île de la Basse-Terre. La commune est séparée par le Nord de Vieux-Habitants par la rivière du Plessis sur tout son cours, de l'agglomération de Basse-Terre par le Sud et de Saint-Claude à l'Est dont elle est séparée par la rivière des Pères puis par son affluent la rivière Saint-Louis. Elle s'étend sur le versant occidental du massif volcanique de Basse-Terre qui se jette abruptement dans la mer des Caraïbes.
La commune s'étend jusqu'au sommet du Grand Sans Toucher (à 1 354 m). Le climat y est de type tropical.
|                  | Vieux-Habitants |                      |
| Mer des Caraïbes | Baillif         | Capesterre-Belle-Eau |
|                  | Basse-Terre     | Saint-Claude         |

## Urbanisme

### Typologie
Baillif est une commune urbaine, car elle fait partie des communes denses ou de densité intermédiaire, au sens de la grille communale de densité de l'Insee,,,. Elle appartient à l'unité urbaine de Basse-Terre, une agglomération intra-départementale regroupant 7 communes et 48 467 habitants en 2022, dont elle une ville-centre,.
Par ailleurs la commune fait partie de l'aire d'attraction de Basse-Terre, dont elle est une commune de la couronne. Cette aire, qui regroupe 7 communes, est catégorisée dans les aires de 50 000 à moins de 200 000 habitants,.
La commune, bordée par la Mer des Caraïbes à l'ouest, est également une commune littorale au sens de la loi du 3 janvier 1986, dite loi littoral. Des dispositions spécifiques d’urbanisme s’y appliquent dès lors afin de préserver les espaces naturels, les sites, les paysages et l’équilibre écologique du littoral, par exemple le principe d'inconstructibilité, en dehors des espaces urbanisés, sur la bande littorale des 100 mètres, ou plus si le plan local d’urbanisme le prévoit,.

### Lieux-dits, hameaux et écarts
Les localités et écarts de Baillif sont Bellevue, Bois-Rimbault, Bouvier, Cadet, Fond Chaulet, Madeleine, Pères Blancs Plessis, Saint-Louis, Saint-Robert et Valeau.

## Toponymie
Le nom de la commune viendrait du nom d'un des premiers habitants, Robert Baillif[réf. nécessaire] ; il peut s'agir aussi du nom de la rivière l'arrosant, nommée rivière du Baillif.

## Histoire
Pour un article plus général, voir Histoire de la Guadeloupe.
Le site de la rivière du Plessis rassemble une vingtaine de roches gravées, ornées de 150 dessins. Celui de la rivière du Baillif a été découvert après le passage du cyclone Marilyn en septembre 1995. Ces deux sites rupestres témoignent d'une occupation amérindienne, attestée dès le premier millénaire par la présence de villages côtiers explorés par les archéologues. Dans les hauteurs plusieurs découvertes de haches en pierre ont été signalées, traces probables d'une fréquentation pour l'entretien de jardins vivriers ou pour l'abattage d'arbres en vue de la construction de canoës.
Les premiers habitants sont des pères dominicains arrivés en même temps que les premiers habitants de Vieux-Habitants dès 1636. Le 26 janvier 1637, Charles Liénard de l'Olive, chargé de diriger l'expédition colonisatrice en Guadeloupe, concède aux religieux des terrains allant de la rivière des Pères (jadis appelée Rivière des Pères Jacobins) à la rivière du Baillif.
Jean de Boisseret d'Herblay, beau-frère de Charles Houël, fondateur de Basse-Terre, élève un fort sur la rive droite de la rivière du Baillif entre 1649 et 1651. La commune est ravagée par les Anglais en 1691 et en 1703.
Les deux bourgs sont détruits en 1691 et 1703 lors des attaques anglaises puis balayés par les crus et les ouragans. Le développement du site commence dans la deuxième moitié du XVIIe siècle lors du défrichement jusqu'à 300 m d'altitude de la montagne Saint-Louis et de la montagne Saint-Robert.  pour en faire des zones sucrières.

## Politique et administration

### Rattachements administratifs et électoraux
La commune appartient à l'arrondissement de Basse-Terre et au canton de Vieux-Habitants. Pour l'élection des députés, Baillif fait partie depuis 1988 de la quatrième circonscription de la Guadeloupe.

### Intercommunalité
Depuis 2001, la commune appartient à la communauté d'agglomération Grand Sud Caraïbe (CAGSC).

### Liste des maires
| Période                                  | Période                          | Identité                          | Étiquette    | Qualité |
| ---------------------------------------- | -------------------------------- | --------------------------------- | ------------ | --- |
| mai 1945                                 | mars 1965                        | Pierre Petit                      | PCF          | |
| mars 1965                                | mars 1983                        | Dominique Soret                   |              | |
| mars 1983                                | mars 2001                        | Edward Hatchi                     | PS           | |
| mars 2001                                | mars 2014                        | Marie-Lucile Breslau              | RPR puis UMP | Attachée territoriale |
| mars 2014                                | en cours réélection en juin 2020 | Marie-Yveline Théobald-Ponchateau | PS           | Professeure Conseillère générale du canton de Vieux-Habitants (2003 → 2008) Conseillère régionale de Guadeloupe (2004 → 2015) |
| Les données manquantes sont à compléter. |                                  |                                   |              | |

### Jumelages
- Chaumont (France)[réf. nécessaire].

## Population et société

### Démographie
L'évolution du nombre d'habitants est connue à travers les recensements de la population effectués dans la commune depuis 1961, premier recensement postérieur à la départementalisation de 1946. À partir de 2006, les populations de référence des communes sont publiées annuellement par l'Insee. Le recensement repose désormais sur une collecte d'information annuelle, concernant successivement tous les territoires communaux au cours d'une période de cinq ans. Pour les communes de moins de 10 000 habitants, une enquête de recensement portant sur toute la population est réalisée tous les cinq ans, les populations de référence des années intermédiaires étant quant à elles estimées par interpolation ou extrapolation. Pour la commune, le premier recensement exhaustif entrant dans le cadre du nouveau dispositif a été réalisé en 2004.

En 2022, la commune comptait 4 949 habitants, en évolution de −14,8 % par rapport à 2016 (Guadeloupe : −2,67 %, France hors Mayotte : +2,11 %).
| 1961  | 1967  | 1974  | 1982  | 1990  | 1999  | 2009  | 2014  | 2019  |
| ----- | ----- | ----- | ----- | ----- | ----- | ----- | ----- | ----- |
| 5 317 | 5 214 | 5 847 | 5 612 | 6 004 | 5 837 | 5 337 | 5 670 | 5 203 |

| 2022  | - | - | - | - | - | - | - | - |
| ----- | - | - | - | - | - | - | - | - |
| 4 949 | - | - | - | - | - | - | - | - |

### Enseignement
Comme toutes les communes de l'archipel de la Guadeloupe, Baillif est rattaché à l'Académie de la Guadeloupe. La ville possède sur son territoire une école maternelle (Bourg) et trois écoles primaires (Bourg, Saint-Robert, La Persévérance (privée)). La ville accueille sur son territoire le collège Jean-Jaurès tandis que les lycées les plus proches sont tous à Basse-Terre.

### Sports
La commune bénéficie des équipements situés à rivière des Pères (Basse-Terre). Elle possède également un stade municipal, trois salles multisports et trois courts de tennis. Les clubs de football de la commune sont le Colonial Club de Baillif et l'AC Saint-Robert.

## Économie

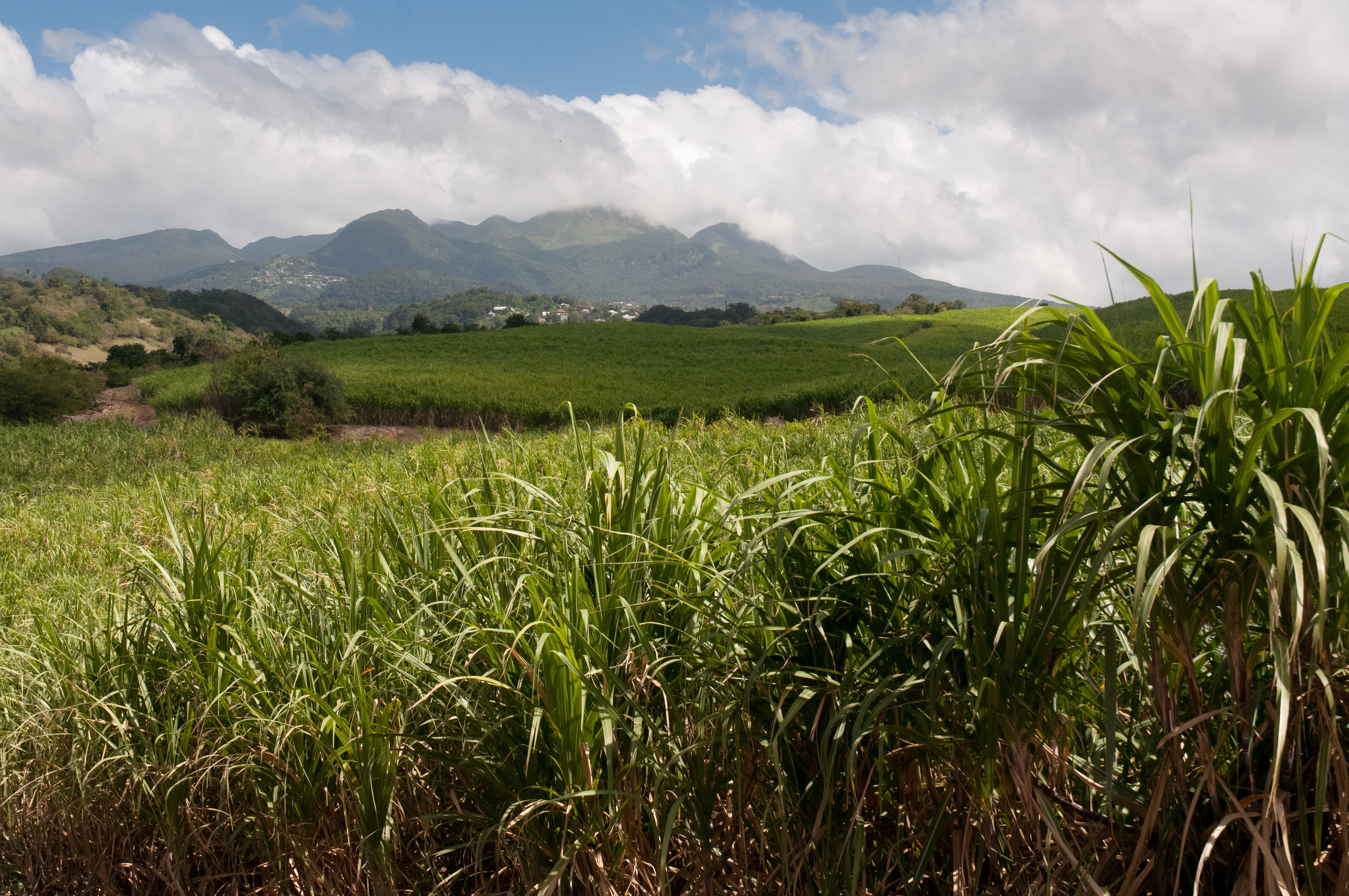
Les champs de canne à sucre de la distillerie Bologne.

Baillif est l'une des communes rurales les plus actives de la Guadeloupe grâce à la culture de la canne à sucre et de la banane. L'une des principales industries présentes sur son territoire est, depuis le XVIIe siècle, la distillerie Bologne (produisant différents types de rhums agricoles, étiquetés rhum Bologne), qui est l'une des plus importantes de Guadeloupe en termes d'unités cannières.
Un ancien petit aéroport a été déclassé en aérodrome, toujours actif pour le transit de petits aéronefs : l'aérodrome de Basse Terre - Baillif.

## Culture locale et patrimoine

### Lieux et monuments

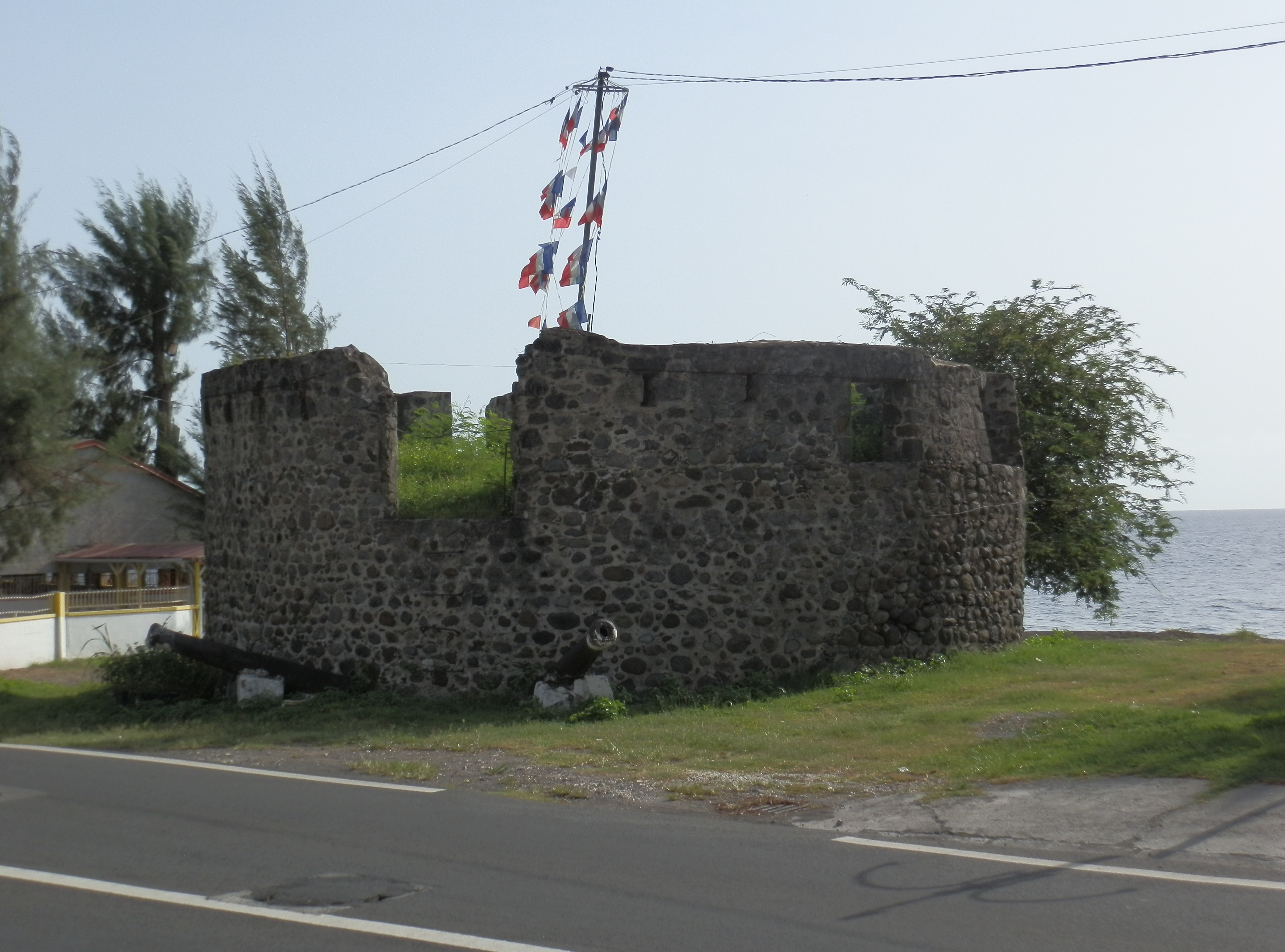
La tour du Père-Labat datant de 1703.

- Église Saint-Dominique de Baillif. L'église est dédiée à saint Dominique.
- La tour du Père-Labat, à la pointe des Pères, est le dernier témoin des premiers ouvrages fortifiés de la Guadeloupe réalisés par le Père Labat sur demande du gouverneur Auget et qui devaient protéger le sud le l'île des attaques anglaises. Elle a été érigée au début en 1703. La tour est haute de plus de quatre mètres, large de treize mètres, les murs en pierres et en sable, sont épais de deux mètres. Elle abritait une pièce à feu et une douzaine d'hommes pouvait s'y tenir. Les fortifications n'ont pas fonctionné car les Anglais prirent Baillif en 1703. La tour est inscrite en 1979 aux Monuments historiques[21].
- La Habitation-Sucrerie Clairefontaine, ancienne demeure de Georges de Bologne Saint-Georges (1711-1774) et de son fils Joseph Bologne de Saint-George (1745-1799), labellisée « Maisons des Illustres » en 2011.
- La « maison Lignières » de l'Habitation Bellevue datant de 1664 à Saint-Robert[22].
- L'habitation des Rochers à Cadet, inscrite aux monuments historiques en 2009.
- Parc national de la Guadeloupe et le saut de Matouba, qui bien qu'étant pour moitié situé sur le territoire de la commune de Baillif n'est en réalité accessible que par Saint-Claude.
- Les roches gravées précolombiennes de la rivière du Plessis dans le quartier Saint-Robert.
- Trois éléments du patrimoine civil et religieux de la commune ont été construits par l'architecte Ali Tur entre 1930 et 1932 : la mairie, le clocher de l'église et la maison mortuaire[23].

### Personnalités liées à la commune
- Hilaire-François Chabert de La Charrière (1741-1799), homme politique né à Baillif, député de la Guadeloupe aux États généraux de 1789.
- Chevalier de Saint-Georges, violoniste virtuose, escrimeur d'élite, musicien, écuyer du roi, officier, homme politique, serait né à Baillif.
- Gratien Candace (1873-1953), homme politique, est né à Baillif. Il fut député de la Guadeloupe (1912-1940/1942), président du conseil général, sous-secrétaire d'État aux Colonies dans les cabinets de centre-gauche d'Édouard Herriot (III) et Joseph Paul-Boncour, au moment du Second cartel des gauches (1932-1934).